# Bindend studieadvies
In het Nederlandse hogeronderwijsstelsel is een bindend studieadvies (BSA) een mededeling van een instelling waarin aan een student te verstaan wordt gegeven dat hij of zij de studie aan die instelling kan voortzetten of dient te staken. Wanneer er niet verdergegaan mag worden met de studie, wordt dit een negatief bindend studieadvies genoemd. Een negatief studieadvies is vergelijkbaar, maar niet bindend. Iudicium abeundi is in Nederland het wegsturen van een student omdat hij of zij op basis van gedrag of uitlatingen (niet studieprestaties) ongeschikt wordt geacht voor het vakgebied van de opleiding, in België wordt dit Consilium Abeundi genoemd.

## (Negatief) bindend studieadvies
De reden om een negatief bindend studieadvies te geven is meestal dat de leiding van de instelling, op basis van behaalde, niet aan de eisen voldoende resultaten, ervan overtuigd is dat de student niet in staat is om de studie tijdig met succes af te ronden. In sommige gevallen mag de student wel overstappen naar een andere studie of onderwijsvorm. Het kan ook reglementair zijn vastgelegd dat een student een negatief bindend studieadvies krijgt, indien deze er niet in slaagt binnen een vastgestelde periode een bepaalde prestatie te leveren. Deze prestatie kan bestaan uit het slagen voor een examen of uit het behalen van een bepaald aantal studiepunten. Een voorbeeld van zo'n regeling is de eis om binnen één jaar minimaal 40 EC te halen. In begin van de 21e eeuw hebben enkele universiteiten ook een bindend studieadvies ingevoerd.
Studentenorganisaties als de LSVb verzetten zich tegen het negatief BSA omdat het volgens hen contraproductief werkt en studenten niet de kans geeft om zich te bewijzen. De LSVb stelt dat intensivering van het onderwijs, waarbij de groepsgrootte afneemt en er meer plaats is voor individuele aandacht een veel betere oplossing is.
Als studenten een negatief studieadvies hebben gekregen, dan mogen ze geen hertentamen doen en zich voor het volgende schooljaar niet inschrijven bij dezelfde onderwijsinstelling. De maatregel is in het wetenschappelijk onderwijs eind jaren 90 ingevoerd door de Universiteit Leiden.
Het eisen van een bepaalde prestatie op straffe van een bindend studieadvies kan de volgende voordelen hebben:
- Prestaties van studenten verbeteren
- Studiediscipline verbeteren
- Studenten stimuleren meer verantwoordelijkheid te nemen

De eisen die een instelling stelt voor een studieadvies moeten worden opgenomen in een regeling. Die regeling moet ook vermelden op welke wijze de instelling rekening houdt met persoonlijke omstandigheden van de student zoals een handicap.

### Rechtsbescherming
Als een bindend studieadvies is verstrekt dan kan de student daartegen beroep instellen bij het College van beroep voor de examens van de instelling. Hangende het beroep is ook een spoedvoorziening mogelijk zodat een student bijvoorbeeld tijdens zijn beroep  mee kan doen aan tentamens. Tegen een beslissing van het College van beroep voor de examens kan eventueel nog hoger beroep worden ingesteld bij het College van beroep voor het hoger onderwijs als het om een openbare instelling gaat of bij een College van beroep bijzonder onderwijs, als het om een niet-openbare instelling gaat.

## Negatief niet-bindend studieadvies
De term negatief studieadvies is een modernere vorm van het consilium abeundi (Latijn voor "raad om te vertrekken"), de traditionele term van een vergelijkbare maatregel bij het vroegere gymnasium of de Latijnse school. Traditioneel betekende dat, dat de student niet werd gedwongen de opleiding te verlaten, maar men gaf hem de raad toch maar te vertrekken, omdat de school van mening was dat de student de benodigde aanleg en vaardigheden miste om ooit het diploma te kunnen halen.

## Iudicium abeundi
Iudicium abeundi, ook wel judicium abeundi, is Latijn voor "vonnis tot vertrek". Een iudicium is bindend: een instelling voor hoger onderwijs kan de inschrijving van een student voor een opleiding beëindigen dan wel weigeren als die student door zijn of haar gedragingen of uitlatingen blijk geeft van ongeschiktheid voor het vak waartoe de opleiding hem of haar opleidt. Het gaat hier niet zozeer om slechte studieresultaten – die vallen onder het BSA – maar om mensen wier gedrag of karakter hen voor het vakgebied diskwalificeert.
Iudicium abeundi-sancties stoelen op en zijn gebonden aan artikel 7.42a van de Wet Hoger Onderwijs, een artikel dat daaraan is toegevoegd door de Wet Versterking Besturing, die september 2010 van kracht is geworden. Niet alle opleidingen gebruiken deze sanctie; aan de Universiteit Leiden, bijvoorbeeld, wordt zij alleen gehanteerd door de studies Geneeskunde, Psychologie, Pedagogiek en de Lerarenopleiding. 
Artikel 7.42a van de Wet Hoger Onderwijs heeft het over "ongeschiktheid [van een student] voor de uitoefening van een of meer beroepen waartoe de door hem gevolgde opleiding hem opleidt, dan wel voor de praktische voorbereiding op de beroepsuitoefening", maar specificeert geen criteria voor deze ongeschiktheid. In antwoord op vragen van de Tweede Kamer liet de toenmalige minister van Onderwijs, Ronald Plasterk, weten: "De criteria worden door het instellingsbestuur vastgesteld. Het is tenslotte een beslissing van de instelling. Dit laat onverlet dat de instelling zich kan en vermoedelijk zal laten leiden door criteria die zijn opgesteld door beroepsgroepen." (Zie Kamerstuk 2008-2009, 31821, nr. 6.) Een voorbeeld van een protocol met zulke criteria is het Protocol Iudicium Abeundi van de Nederlandse Federatie van Universitair Medische Centra.